# Alexander von Engelberg
Alexander Hermann August von Engelberg (* 20. Juni 1894 in Mannheim; † 7. Januar 1960) war ein deutscher Unternehmer.

## Leben
Alexander von Engelberg stammte aus der Ehe von Friedrich von Engelberg (1859–1933), abstammend aus einer adeligen badischen Familie, und der Unternehmertochter Karoline Dyckerhoff. Er legte 1909 am Humanistischen Gymnasium Karlsruhe das Abitur ab. Während des Ersten Weltkriegs diente er als Offizier bei der kaiserlichen Fliegertruppe und wurde schwer verwundet. Er fand in der Zivilverwaltung in Rumänien und beim Militärattaché in Bern eine Anstellung.
Nach Kriegsende sammelte er bei Banken und Industrieunternehmen Berufserfahrung als Kaufmann. 1922 trat er in das Familienunternehmen der Portland-Cementfabrik Dyckerhoff & Söhne GmbH in Mainz-Amöneburg ein. 1923 erhielt er Prokura, wurde 1927 stellvertretender Geschäftsführer und 1929 ordentlicher Geschäftsführer. Nach der Fusion des Unternehmens zur Dyckerhoff-Wicking AG wurde er Vorstandsmitglied. Er war Aufsichtsratsmitglied, unter anderem von Kalle & Co. AG.
Nach 1933 trat er verschiedenen Organisationen bei bzw. war deren Förderer: NSFK, Förderndes Mitglied der SS, NSV, Deutsche Arbeitsfront, NS-Opferring.
Von 1939 bis 1945 setzte der Dyckerhoff-Konzern im Zementwerk und am Hesslerhof etwa 200 Zwangsarbeiter und „Ostarbeiter“ aus besetzten Gebieten ein, wie die Historische Kommission der Stadt Wiesbaden 2023 feststellte. Da von Engelberg an der bewussten Schädigung von Menschen im Nationalsozialismus beteiligt gewesen sei, wird die Änderung einer Straße in Wiesbaden-Amöneburg, die seinen Namen trägt, empfohlen.
Von 1932 bis 1945 war er auch Königlich-Schwedischer Vizekonsul in Wiesbaden. Er war von 1948 bis 1959 Präsident des Bundesverband Baustoffe – Steine und Erden, Mitglied des Präsidiums des Bundesverbandes der Deutschen Industrie und der Deutsch-Niederländischen Handelskammer. Von 1953 bis 1959 war er Mitglied des beratenden Ausschusses der Europäischen Gemeinschaft für Kohle und Stahl.
1954 wurde er von Kardinal-Großmeister Nicola Kardinal Canali zum Ritter des Ritterordens vom Heiligen Grab zu Jerusalem ernannt und am 9. Mai 1954 im Freiburger Münster durch Lorenz Jaeger, Großprior der deutschen Statthalterei, investiert.
Alexander von Engelberg war mit der Schauspielerin Hedwig Holm (geb. Hirsch 1894) verheiratet. Aus der Ehe sind mehrere Kinder hervorgegangen.

## Ehrungen
- 1966: Namensgeber der „Alexander-von-Engelberg-Straße“ in Wiesbaden-Amöneburg
- 1953: Verdienstkreuz (Steckkreuz) der Bundesrepublik Deutschland
- 1955: Großes Verdienstkreuz der Bundesrepublik Deutschland
- 1959: Großes Verdienstkreuz mit Stern der Bundesrepublik Deutschland